# أنطون قازان
أنطوان نخلة قازان (5 أغسطس 1927 - 10 مارس 1973) محامي وشاعر لبناني. ولد في ذوق مكايل،‌ ودرس في معهد عينطورة، ثم في جامعة القديس يوسف في بيروت، حيث نال الإجازة في الحقوق سنة 1947، فمارس المحاماة والكتابة الأدبية. له العديد من المقالات والمحاضرات، وديوان شعر صدر بعد وفاته في 1974، و«المجموعة الكاملة لأنطون قازان» طبع في 1998. 

## سيرته
ولد قازان في ذوق مكايل من قرى قضاء كسروان في محافظة جبل لبنان يوم 5 أغسطس 1927 ونشأ بها. تلقى دروسه الابتدائية والثانوية في معهد عينطوره في كسروان. ثم انتسب إلى جامعة القديس يوسف فدرس الحقوق وتخرج منها سنة 1948. 

تدرّج في مكتب الرئيس بشاره الخوري، قبل أن يفتح مكتبه الخاص قرب مجلس النواب اللبناني، فمارس المحاماة والكتابة الأدبية من سنة 1947 وكان له مساهمات في المهرجانات الأدبيّة، وكتب كتب دراسات أدبيّة، ومحاضرت عديدة في القانون والأدب. 

رفض بعض مناصب حكومية في الستينيات، وفي 1971، إنتُخِبَ بالإجماع رئيساً لمجلس كسروان الثقافي وفي السنة نفسها انتُخِبَ عضواً في اللجنة التنفيذية للرابطة المارونية. وفي 1972، ترشّح للانتخابات النيابية‌ وقدّم بيانًا مستقبليًا، ولم يكمل. 

في مطلع شهر مارس 1973، أصيب بحادث صحي فدخل مستشفى الجعيتاوي بالأشرفية، وتوفي في 10 مارس/آذار. أقيم له مأتم في مسقط رأسه، حضره عدة مسؤولون وأدباء. ومنذ وفاته يحيي ذكراه ويقيم له ندوات.

## تكريمه
- 24 أبريل 1973: منح وسام الاستحقاق اللبناني المذهب. [5]
- 1974: بقرار من مجلس بلدية بيروت أُطْلِقَ اسمه على الشارع رقم 53 ، المتفرّع من شارع غورو، في منطقة الجميزة.[3]
- 1974: بقرار من وزارة التربية الوطنية رُفِعَتْ صورته في المكتبة الوطنية في بيروت.[6]
- 1973: بعد شهرين من وفاته، أقيم أوّل مهرجان لإحياء ذكراه في قاعة محاضرات معهد الرسل، جونيه. [3]
- 1974: أقيم المهرجان الثاني لتكريمه في قصر الأونسكو.[3]
- 1995: نحت له الفنان حليم الحاج تمثالاً، وأزيح الستار عنه في ساحة عامة، في زوق مكايل، مسقط رأسه. [6]

## مؤلفاته
كتب كثير من المقالات والمحاضرات. من كتبه «أدب وأدباء». صدرت الطبعة الأولى من مجموعته الأدبيّة في ثلاثة أجزاء بعد وفاته في سنة 1974. ثم في 1998، صدرت الطبعة الثانية والموسّعة في 6 أجزاء، وفي 2011، صدرت الطبعة الثالثة المبوبة تبويباً جديداً عن آثاره الكاملة.  من عناوين بعض كتبه طبعت ضمن مجموعاته الكاملة:
- «دراسات في الأدب والحياة»
- «في رحاب الفكر»
- «بهجة المعرفة»
- «أبحاث قانونية»
- «بأقلامهم»
- «روح الشرائع» لمُونِتِسكيوُ: ترجمه إلى العربية مع عادل زعيتر في جزئين .

## وصلات خارجية
- في الأرشيف المجلات